# 유치초등학교 조양분교
유치초등학교 조양분교는 대한민국 전라남도 장흥군 유치면 조양리 695에 있었던 공립 초등학교이다.

## 학교 연혁
- 1937년 4월 10일 유치공립보통학교 부설 조양간이학교로 개교
- 1943년 4월 15일 유치서공립국민학교로 승격
- 1985년 3월 1일 병설유치원 개원
- 1993년 9월 1일 유치국민학교 조양분교로 편입
- 1996년 3월 1일 유치초등학교 조양분교로 개칭
- 2001년 3월 1일 유치초등학교로 통폐합(탐진댐 건설로 인한 수몰, 통합학교 위치로 이설)